# Biezen (Nijmegen)
De Biezen is een wijk in de Nederlandse stad Nijmegen. Op 1 januari 2023 telde de wijk 9.220 inwoners, verdeeld over 4.900 woningen, met een gemiddelde WOZ-waarde van € 347.000, op een oppervlakte van 1,24 km².

## Beschrijving
De wijk wordt begrensd door de Rivierstraat, de Marialaan, de Waal en de spoorlijn. De wijk heeft een ingewikkelde stedenbouwkundige structuur. Er bestaat een sterke menging van wonen en werken, alhoewel er sinds circa 1990 heel wat bedrijven zijn verdwenen. De dichtheid van de bebouwing is groot. Een ander punt, dat ook de andere wijken in deze hoek van de stad tekent, is de barrière die spoorlijn en station vormen.

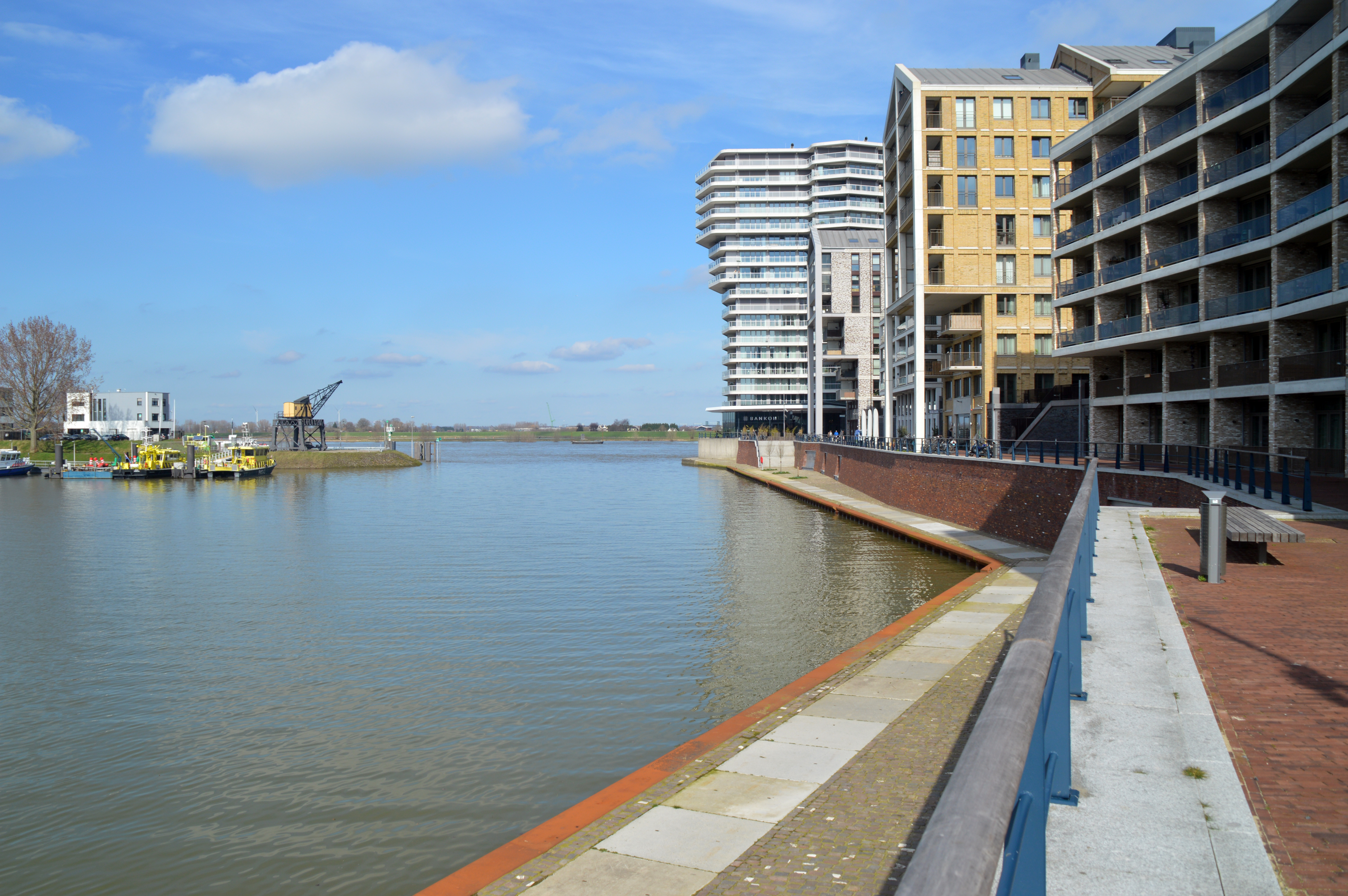
Handelskade

De wijk bestaat uit de buurten Batavia (gedeelte), Fabrica, Ulpia, Vogelbuurt (gedeelte), Waalhavenkwartier en Waterkwartier (gedeelte).
De naam Biezen is niet zo bekend. Bekender is de naam van de buurt in het noordwestelijk deel van de wijk, namelijk het Waterkwartier.
Aan de oostkant van het Waalfront, waar voorheen kantoren en de drukkerij van dagblad De Gelderlander stonden zijn sinds 2018 nieuwe woningen gerealiseerd. Dit gebied is hernoemd in Handelskade.

## Geschiedenis
In de vierde eeuw verdween de nederzetting (Ulpia Noviomagus Batavorum) ter hoogte van de Huidige wijk Biezen, terwijl aan de voet van het huidige Valkhof een nieuwe stadskern ontstond met de verkorte naam Noviomagus. Er zijn in de wijk veel opgravingen gedaan naar Romeinse vondsten. In de buurt Batavia heeft een Badhuis gestaan en er werd een Romeins gezichtmasker gevonden. Van dit gezichtmasker is een groot kunstwerk gemaakt wat op het eiland Veur Lent in de Waalsprong staat.
Den naam 'De Biesen komt voor het eerst voor in 1755. Op het minuutplan uit 1822 is De Biezen' de oude benaming van Sectie A van de kadastrale gemeente Neerbosch.
Tijdens de Woningtelling van 1946 was ‘Waterkwartier’  de benaming voor de huidige wijk Biezen. In 1955 was De Biezen de naam voor de verbinding tussen de Biezendwarsweg en de Kanaalstraat. Bij de intrekking van de naam Biezendwarsweg kreeg een deel van deze weg eveneens de naam de Biezen. Bij de volkstelling in 1960 werd de naam Waterkwartier gewijzigd in Biezen.

## Afbeeldingen

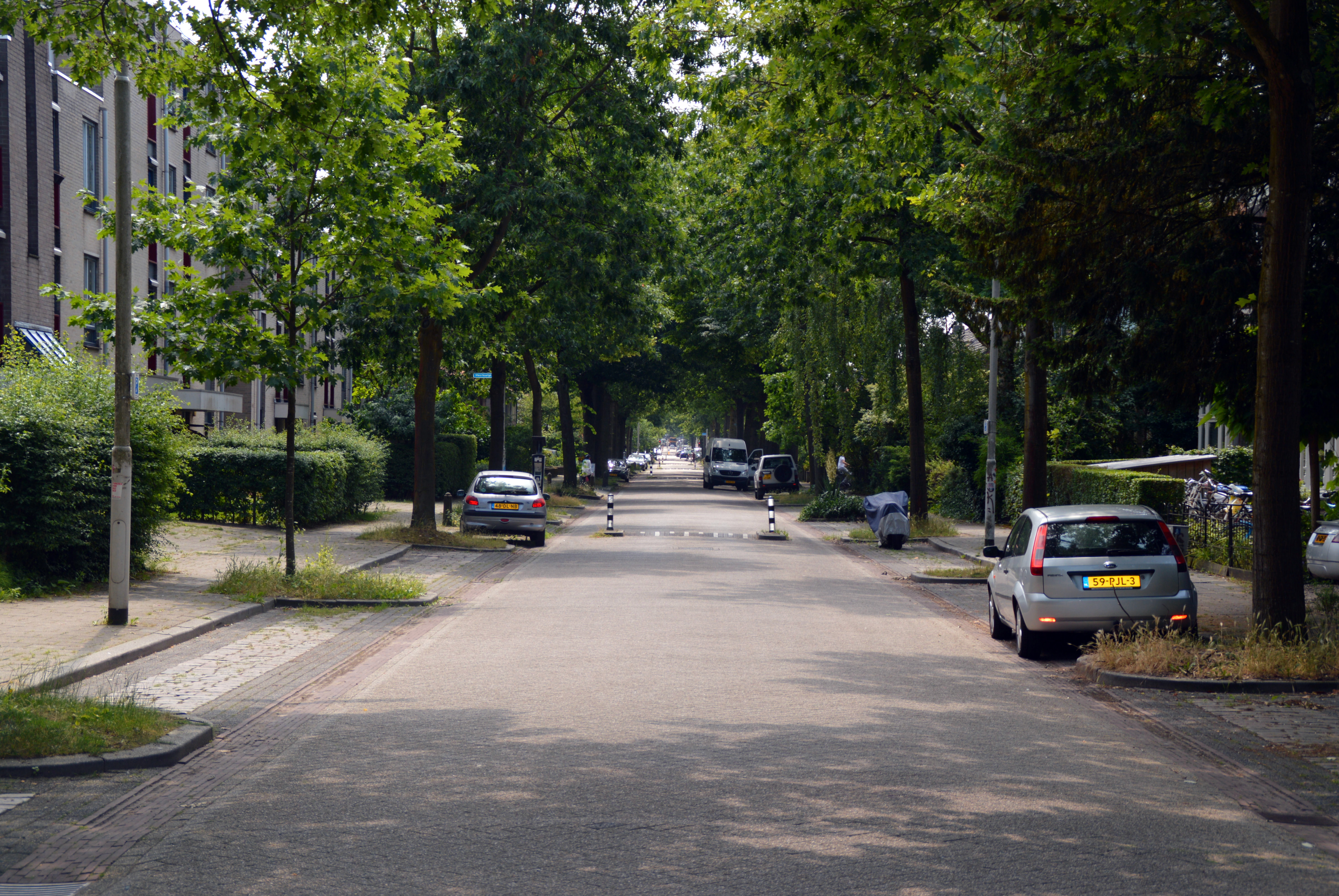
Krayenhofflaan
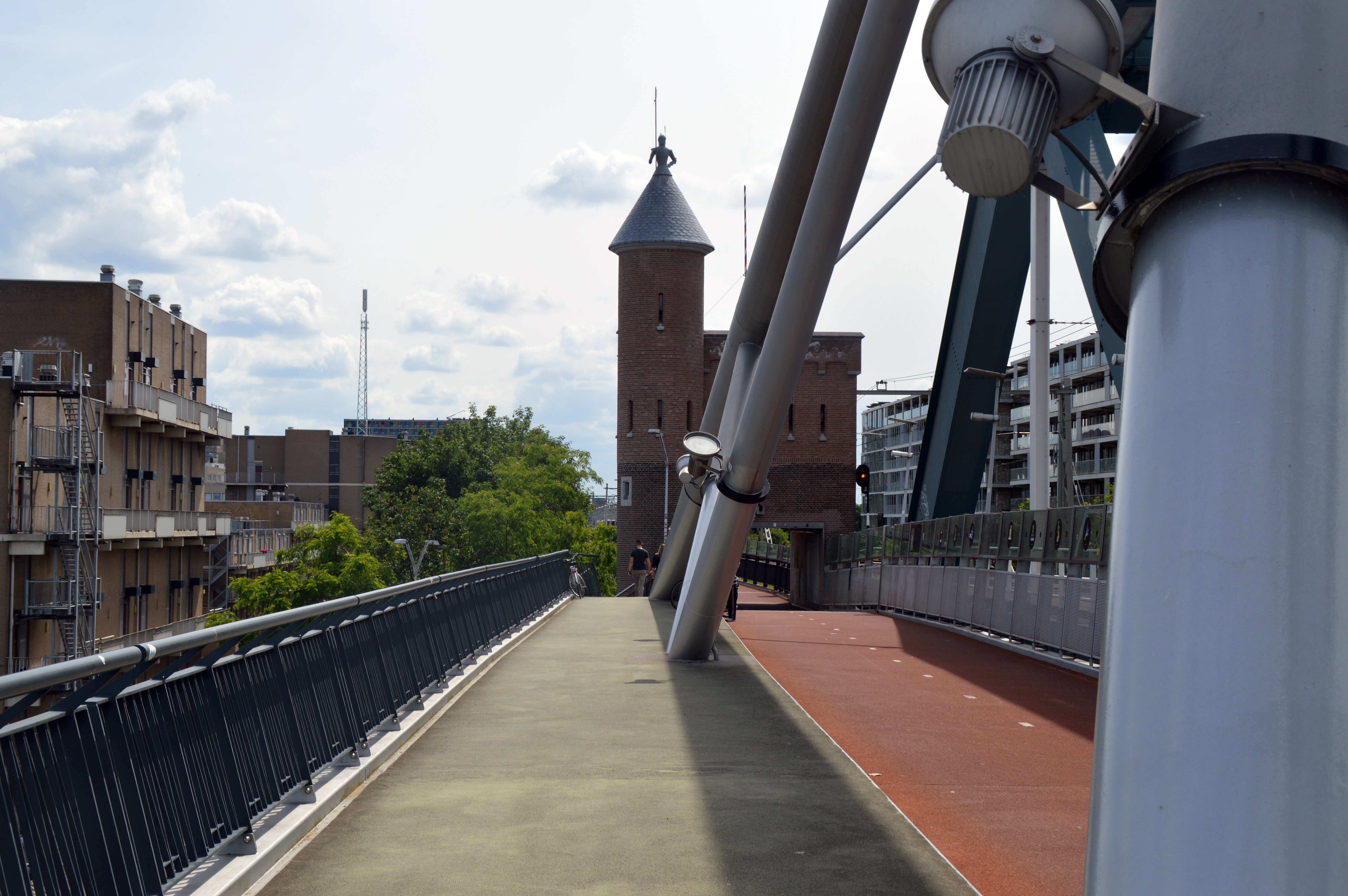
Landhoofd Spoorbrug Nijmegen (1878)
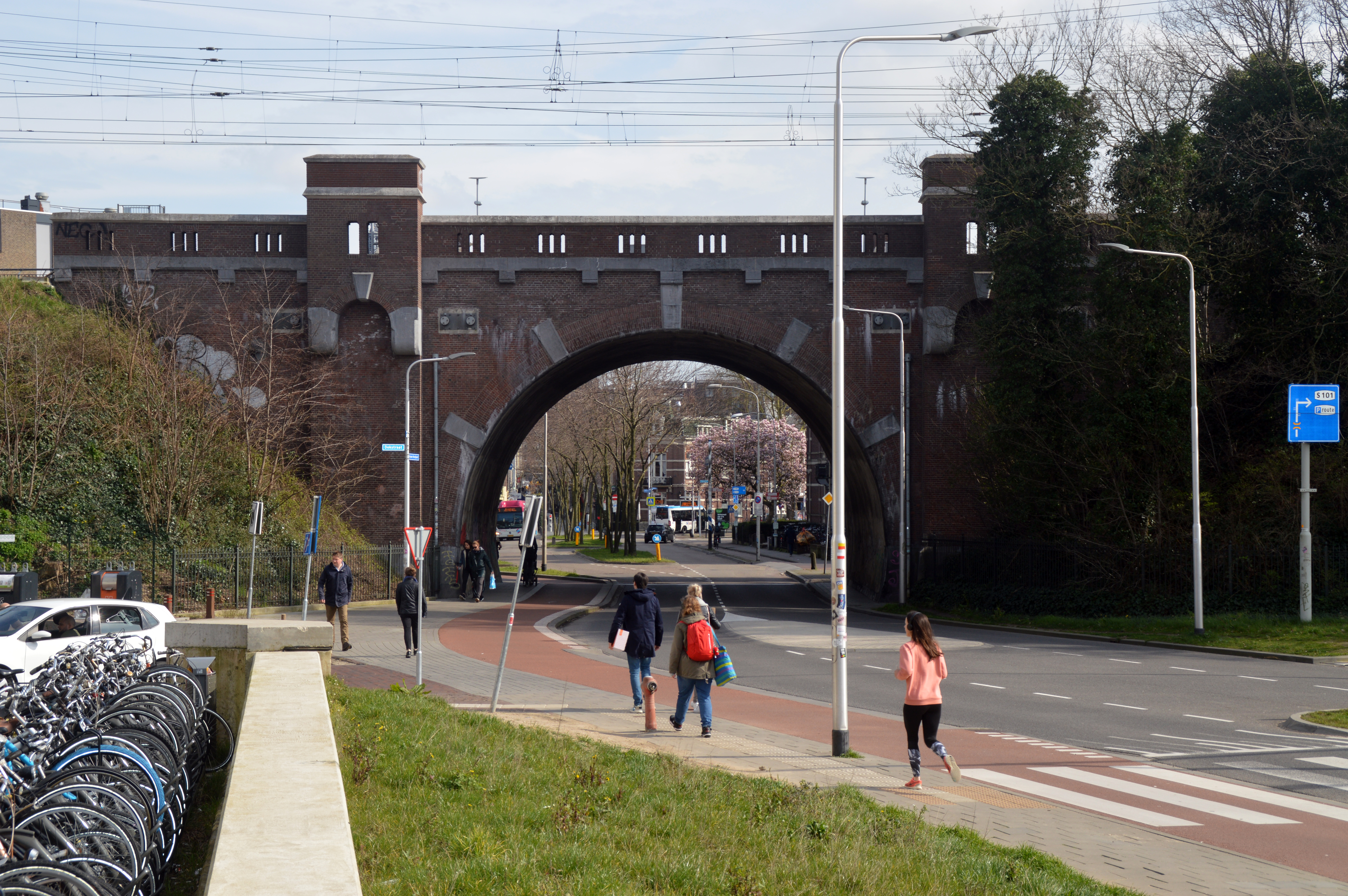
Nieuwe Hezelpoort (1879)
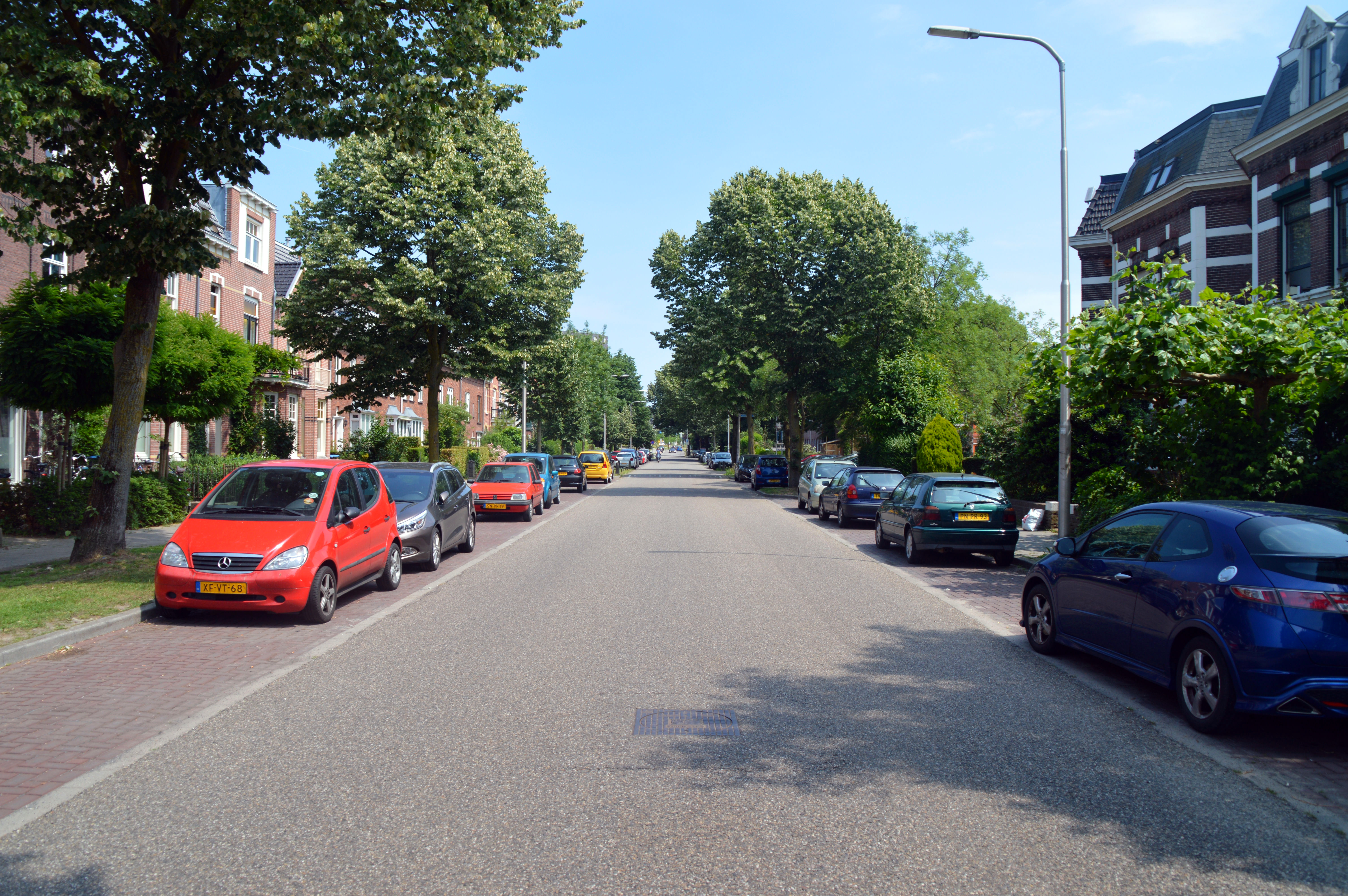
Voorstadslaan
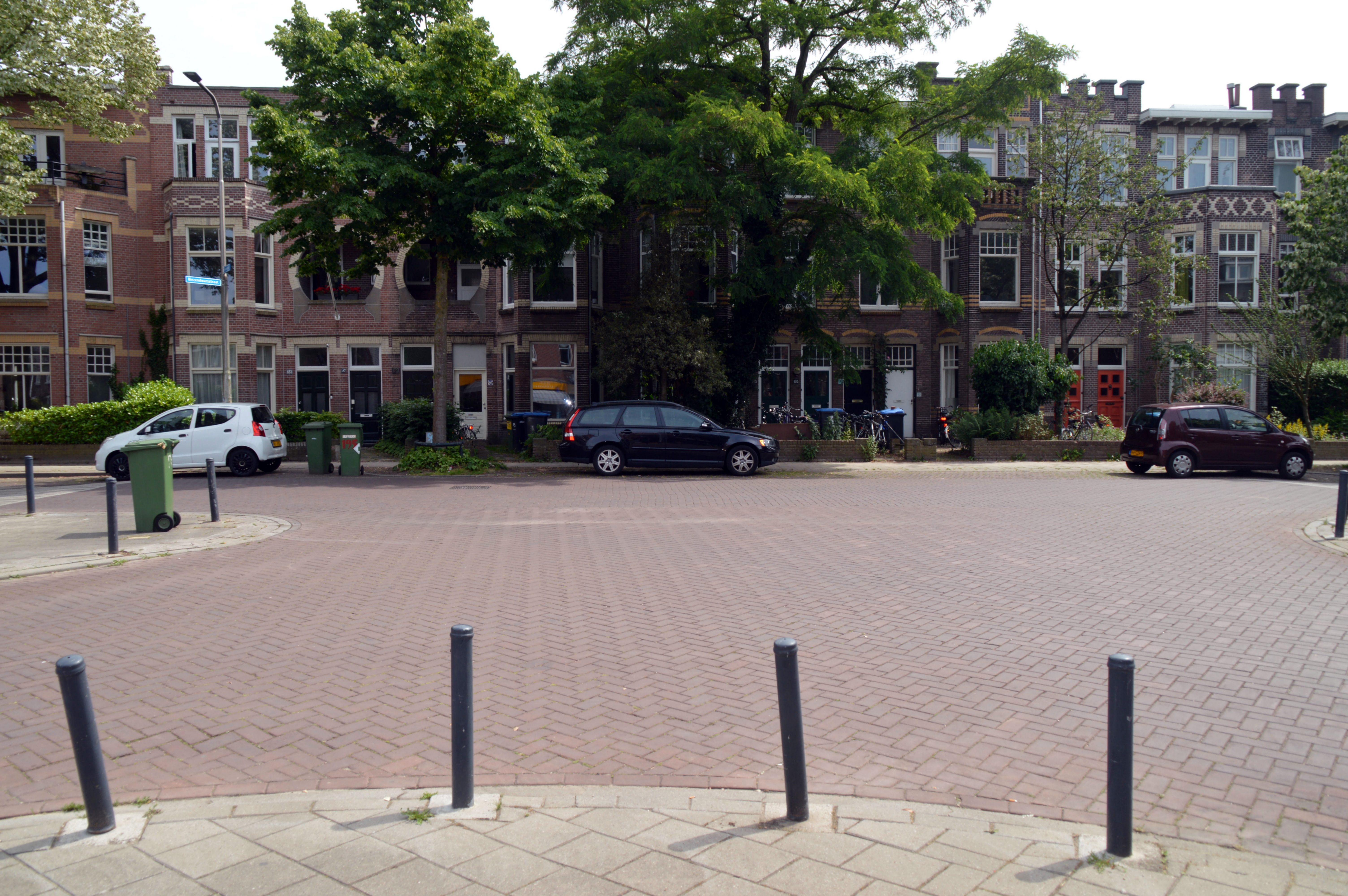
Voorstadslaan 181-183-185-187-189-191-193 uit 1911.
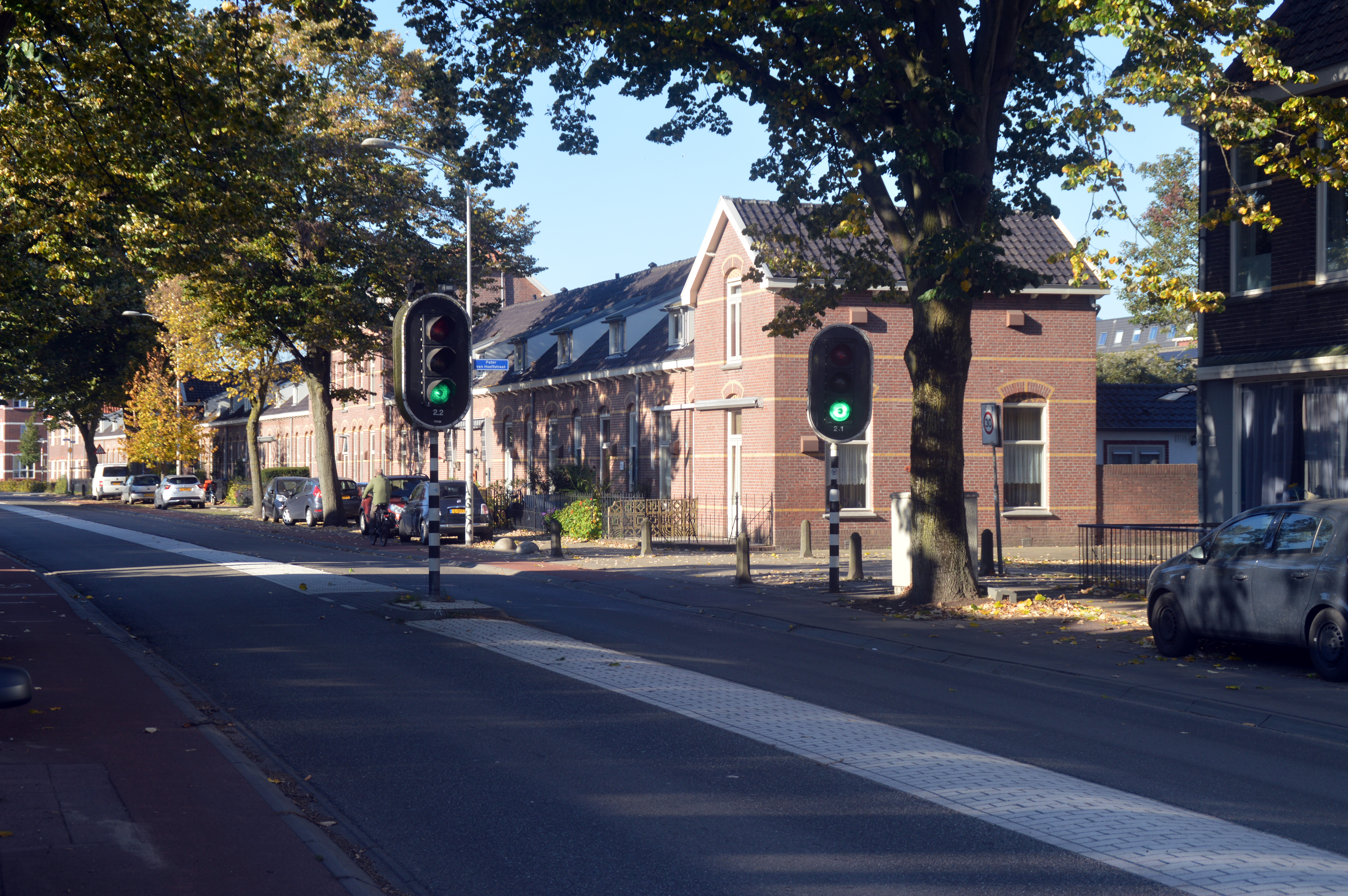
Weurtseweg sociale woningbouw uit 1909-1912
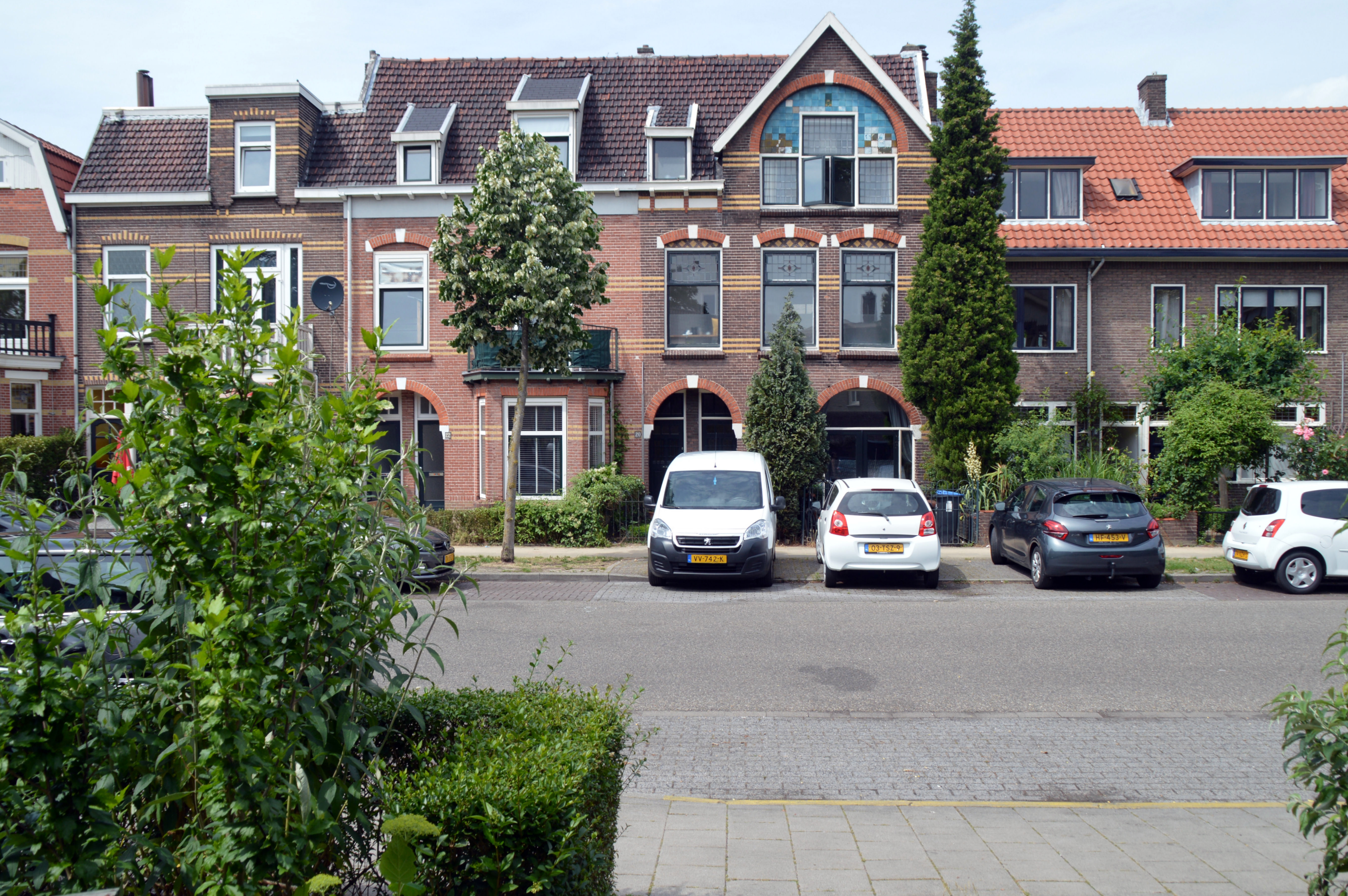
Voorstadslaan 18-20 Woning uit 1912
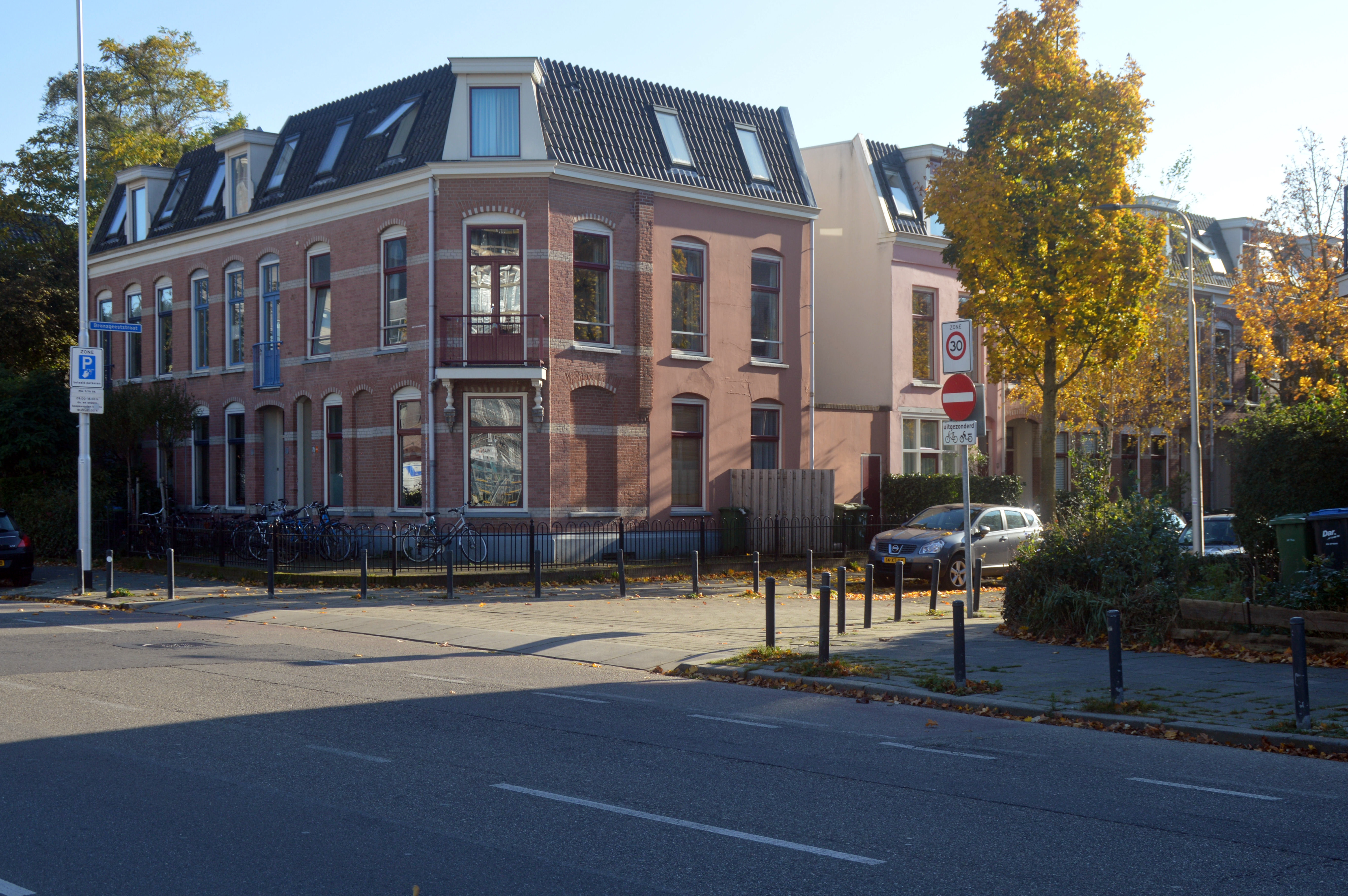
Weurtseweg hoek Bronsgeeststraat
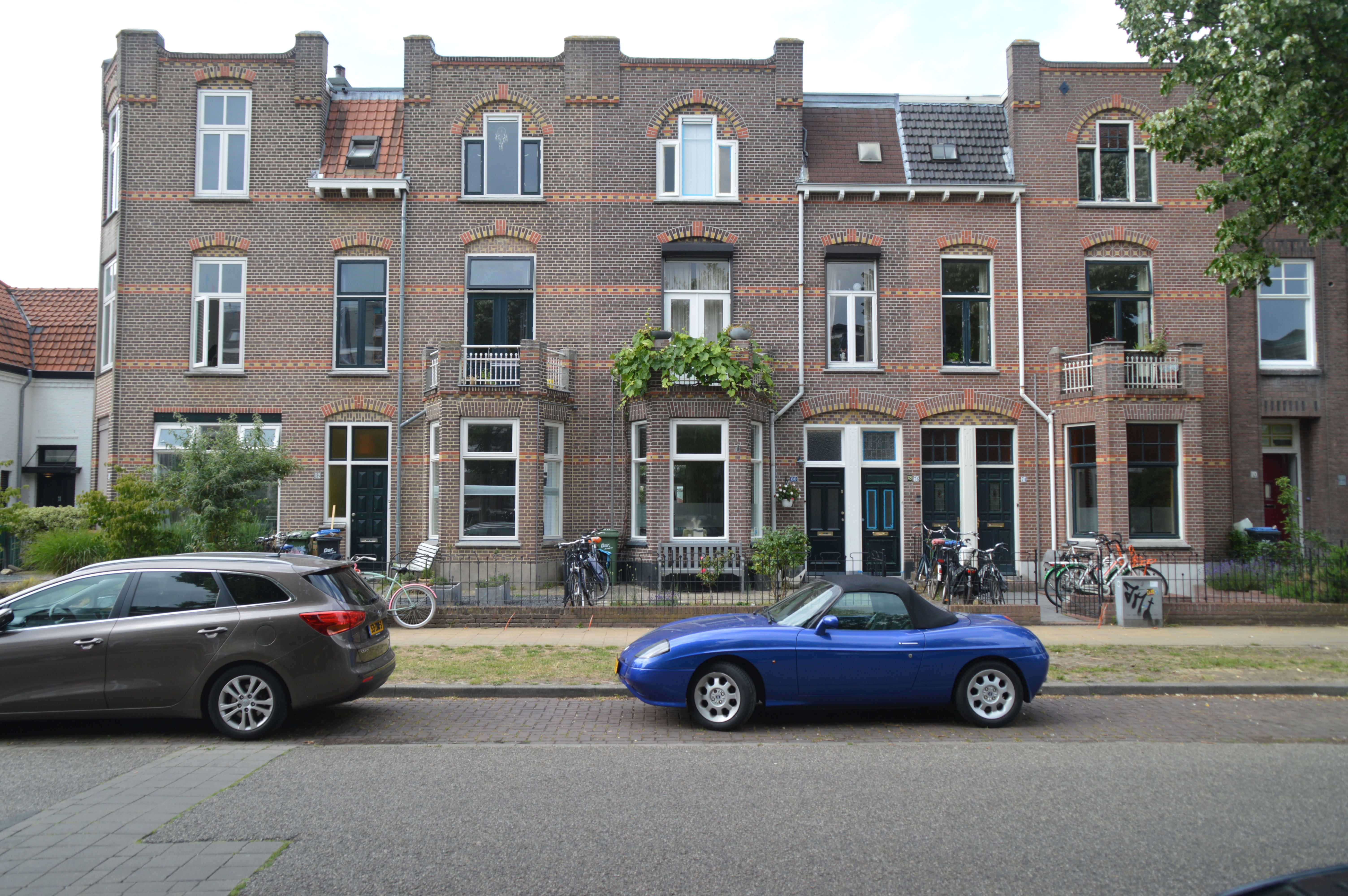
Voorstadslaan 74-76-78-80-82-84 pand uit 1913
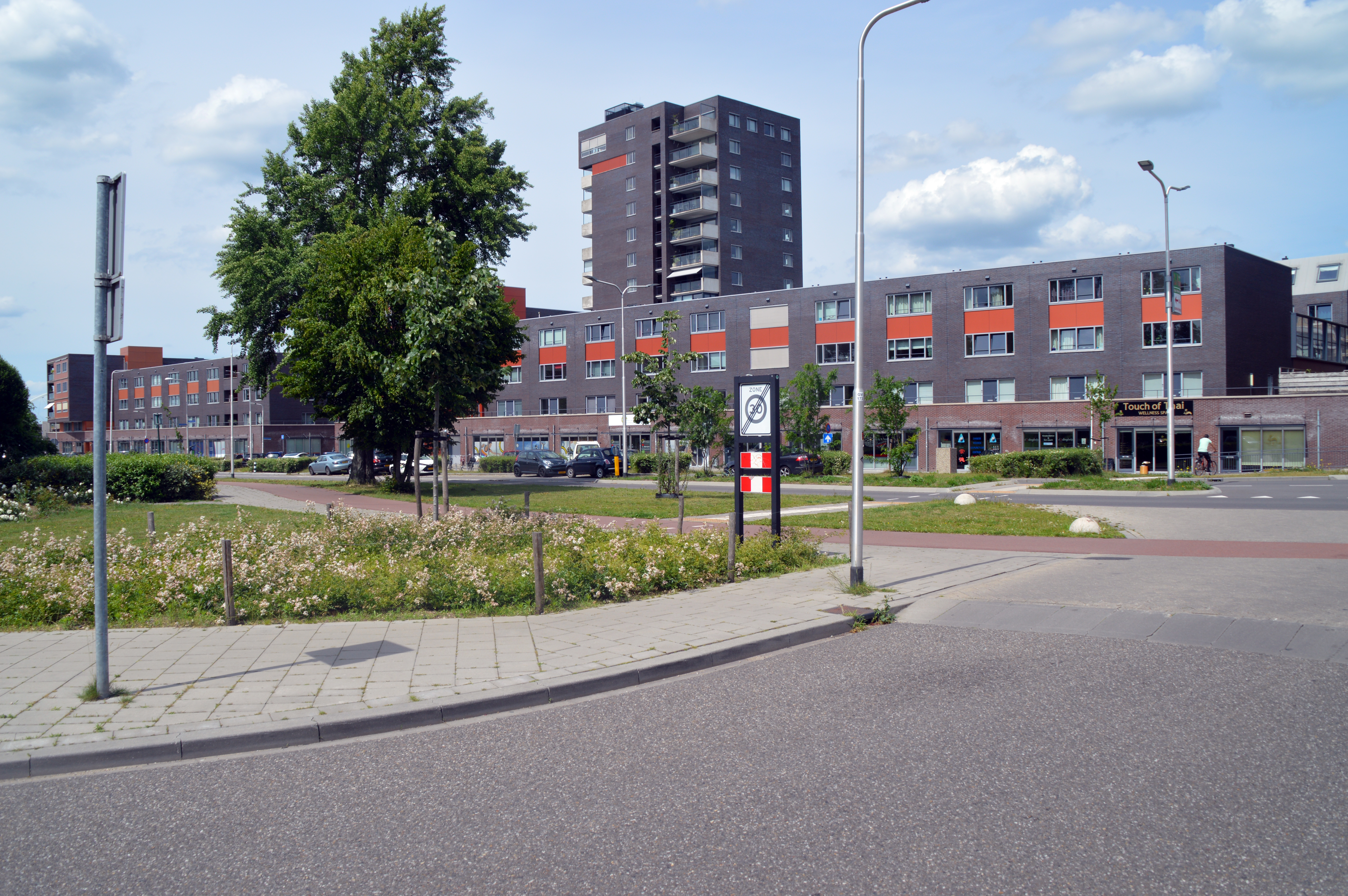
Weurtseweg/Nina Simonestraat
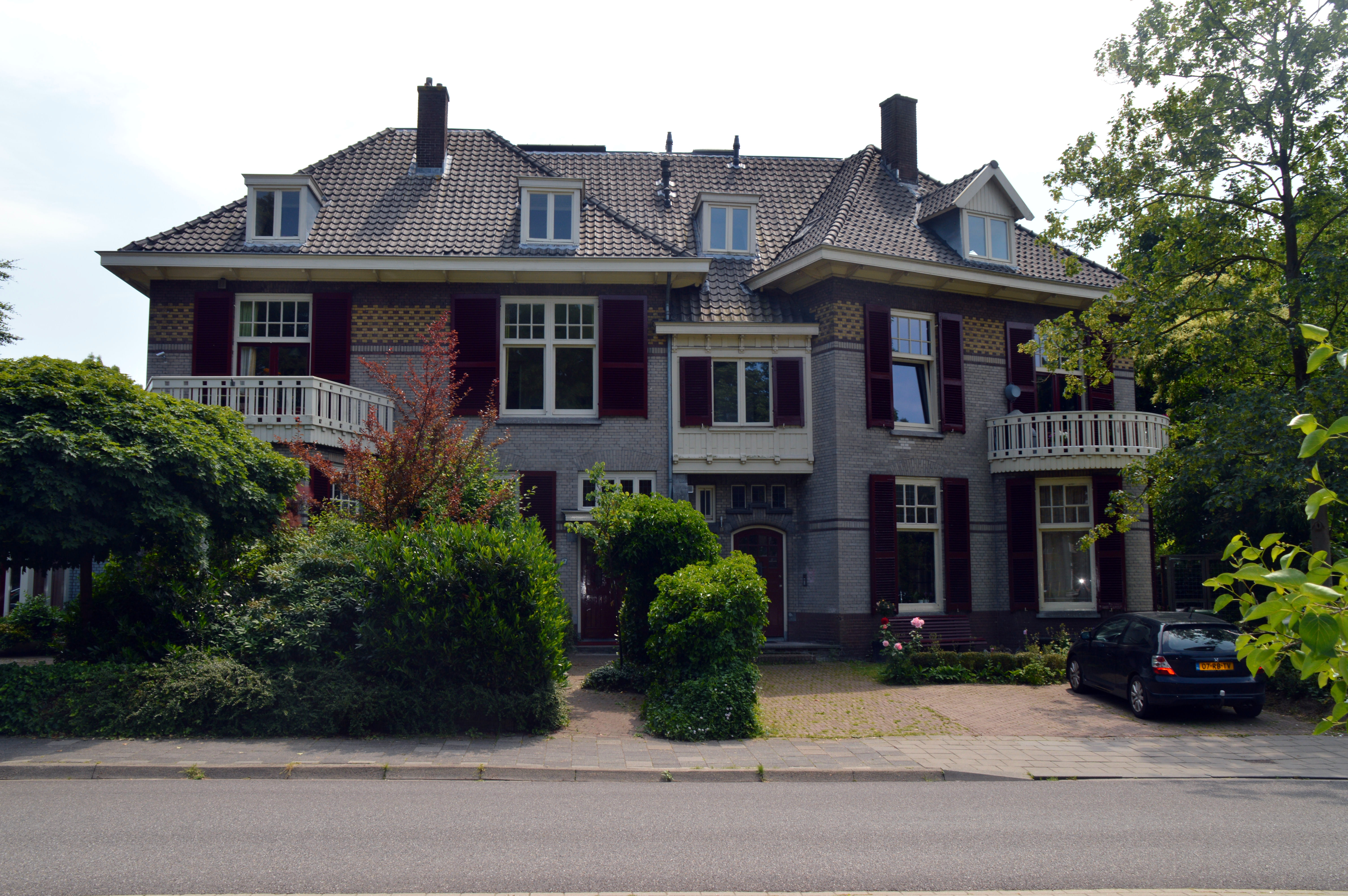
Voorstadslaan 47 villa van de architect Willem Hoffmann uit 1909
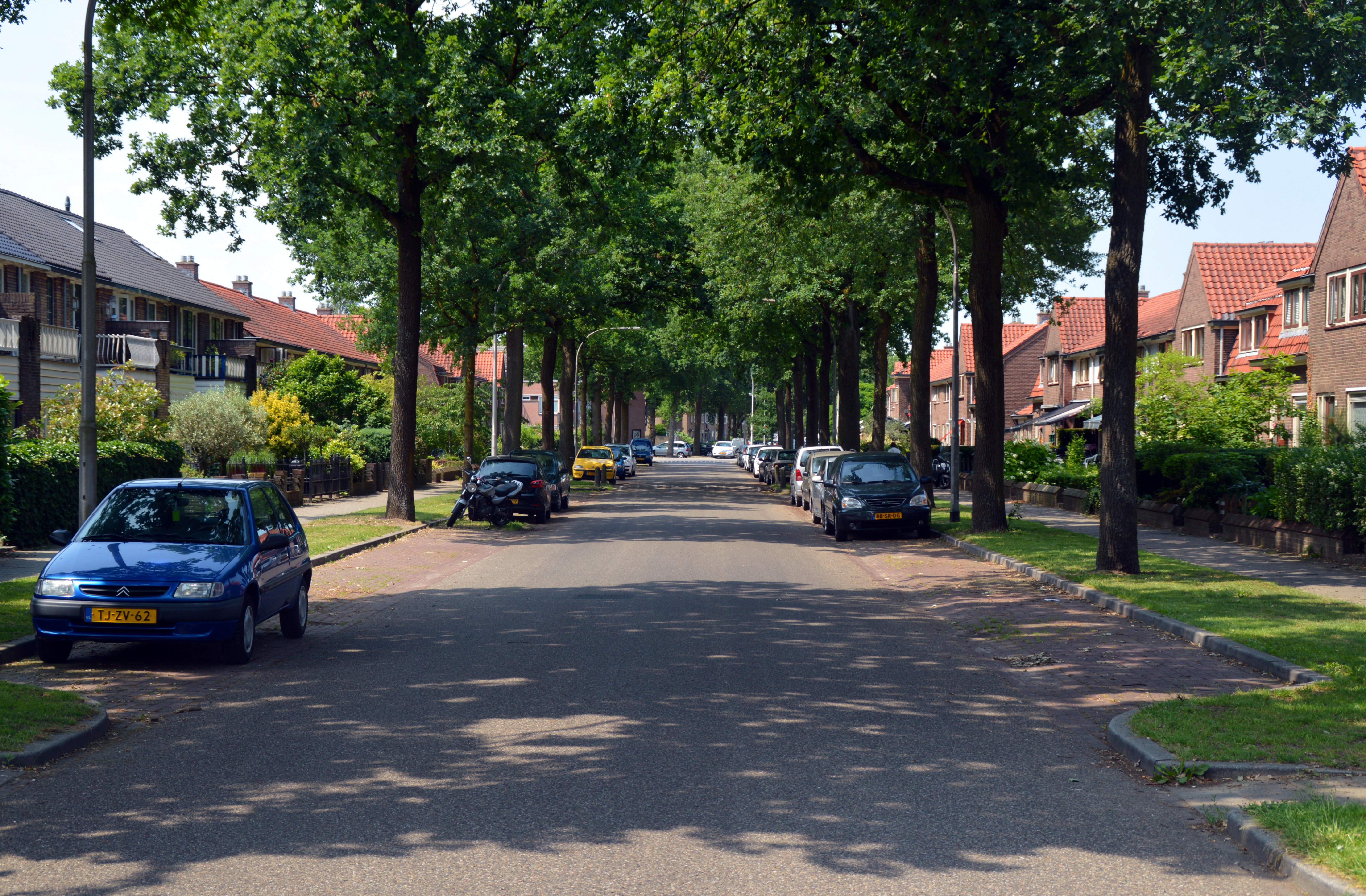
Nierstraat

## Trivia
- De buurtnaam Waterkwartier wordt nog altijd gebruikt als synoniem voor de wijknaam Biezen.